# Bissy-sous-Uxelles
Bissy-sous-Uxelles – miejscowość i gmina we Francji, w regionie Burgundia-Franche-Comté, w departamencie Saona i Loara.
Według danych na rok 1990 gminę zamieszkiwały 62 osoby, a gęstość zaludnienia wynosiła 20 osób/km² (wśród 2044 gmin Burgundii Bissy-sous-Uxelles plasuje się na 848. miejscu pod względem liczby ludności, natomiast pod względem powierzchni na miejscu 1329.).